# Xã Indian Creek, Quận Anderson, Kansas
Xã Indian Creek (tiếng Anh: Indian Creek Township) là một xã thuộc quận Anderson, tiểu bang Kansas, Hoa Kỳ. Năm 2010, dân số của xã này là 127 người.